# Friedrich Bernhard Balck
Friedrich Bernhard Balck (* 4. März 1945 in Læær) ist ein deutscher Medizinischer Psychologe.

## Leben
Ab 1967 studierte er Psychologie, Philosophie und Soziologie an der Universität Hamburg (1972 Diplompsychologe). Von 1972 bis 1975 war er zunächst am Psychologischen Institut, bis 1981 am Universitätsklinikum Hamburg-Eppendorf als Assistent im Sonderforschungsbereich, Abt. Psychosomatik, tätig. 1981 wechselte er als Akademischer Rat auf Zeit an die Klinik für Psychiatrie der Universität Lübeck. 1982 wurde er an der Universität Hamburg promoviert. 1986 habilitierte sich er an der Universität Hamburg und wurde dort 1987 zum Privatdozenten ernannt. 1996 wurde er zum Professor (C3) für Medizinische Psychologie an die Medizinische Fakultät der TU Dresden berufen. 2010 trat er in den Ruhestand.

## Schriften (Auswahl)
- Hämodialyse und Partnerschaft. Das Erleben der Hämodialysebehandlung durch den Patienten und seine Angehörigen. Stuttgart 1988, ISBN 3-13-726601-7.
- mit Otto Bach und Harald Petermann: Klinische Psychologie, medizinische Psychologie, Pathopsychologie für medizinische Fachberufe. Zwickau 2015, ISBN 3-928921-31-2.
- Zehn Jahre Medizinische Psychologie und Medizinische Soziologie in Dresden. 1996 bis 2006. Berlin 2006, ISBN 3-89967-301-8.